# Código Pomare (1819)

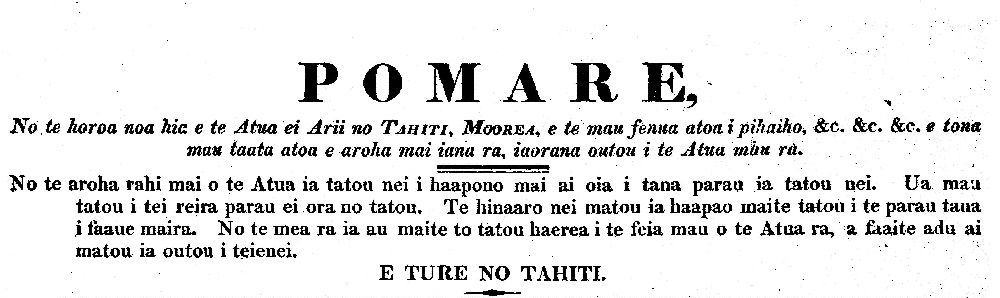
Preâmbulo do Código Pomare (1819).

O Código Pomare (Reo Tahiti, no original) foi o primeiro código de leis escrito do Reino do Taiti, sendo estabelecido em 1819 pelo rei Pomare II.

## Contexto

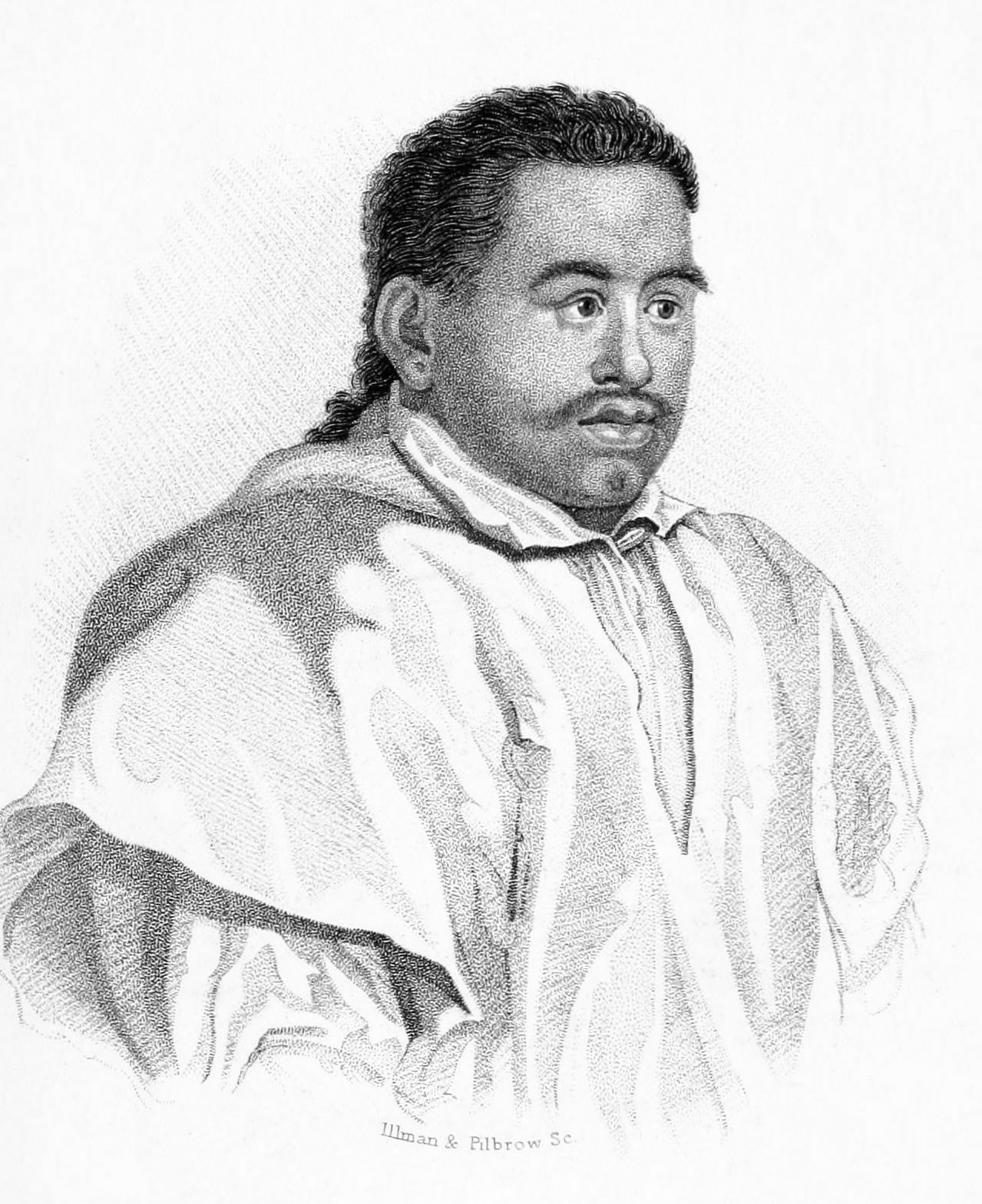
Rei Pomare II do Taiti (1830).

Pomare II, reconhecidamente o monarca taitiano desde 1782, anteriormente regente do reino, passou boa parte de sua juventude em guerra com chefes tribais rivais e ilhas inimigas na Polinésia oriental. Porém, após vitórias decisivas em 1815, ele passou a se dedicar à construção de um Estado taitiano moderno, a exemplo do que acontecia no mundo de sua época, como os feitos de Napoleão Bonaparte na França e em várias partes da Europa, de Toussaint Louverture no Haiti e de Simón Bolívar na América do Sul. O monarca também foi influenciado pelos missionários euro-americanos (incluindo algumas mulheres não brancas) que se estabeleceram na região e ajudaram no estabelecimento da imprensa local e na expansão da alfabetização para praticamente toda a pequena população do Taiti, começando pelo próprio Pomare.
Após a construção de sua imensa capela real no norte da ilha, o monarca reuniu ali uma assembleia de cerca de 6 mil pessoas, a quase totalidade da população não branca e cristã do Taiti, para a leitura de seu novo código de leis, cláusula por cláusula. Após a leitura e uma manifestação de apoio da assembleia, o "Código Pomare", como ficou conhecido, foi assinado pelos chefes locais presentes e enviado para todos os magistrados das ilhas, sendo também impresso e publicado em todos os locais públicos do reino.

## Código

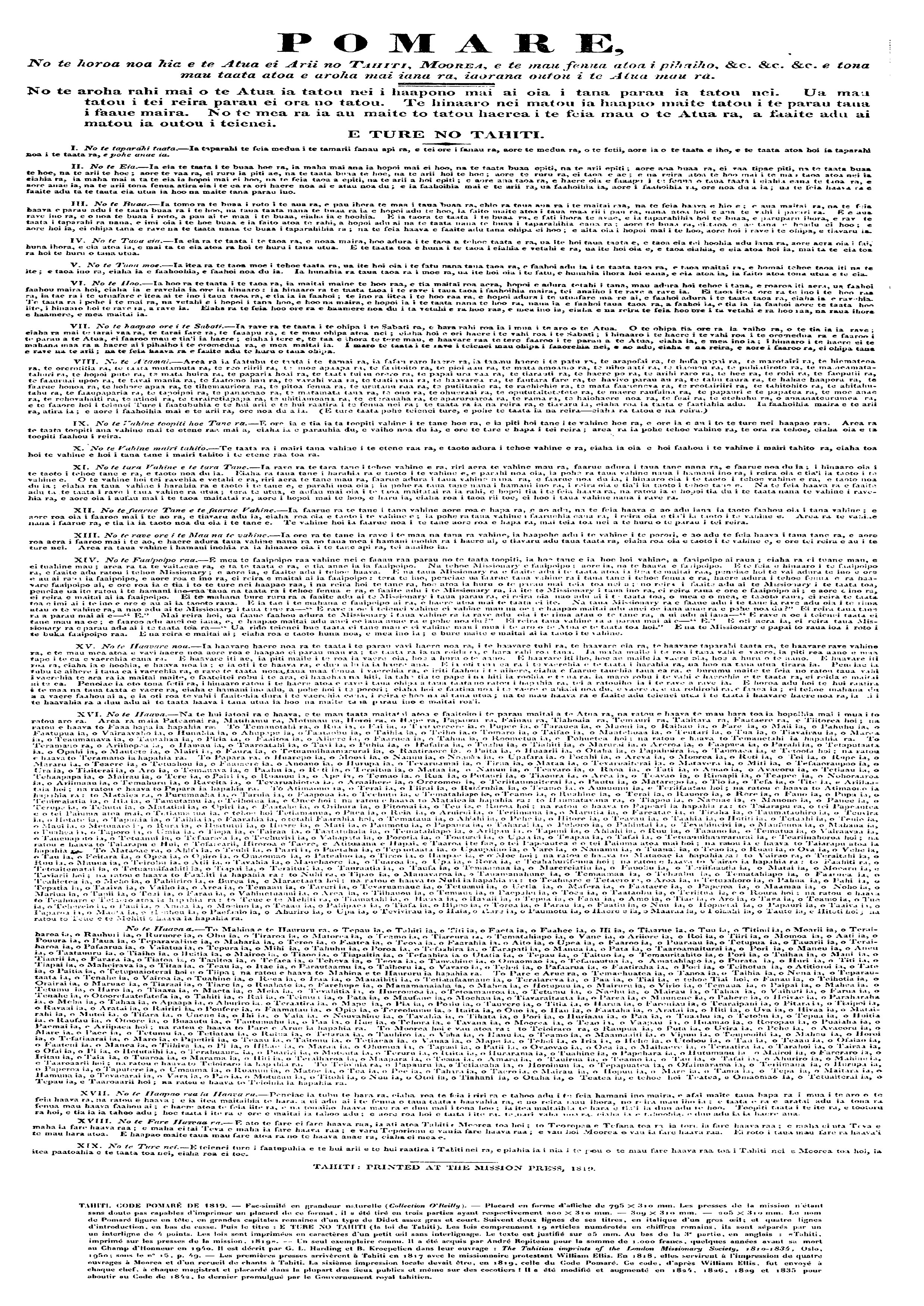
Reprodução do Código Pomare.

Embora não seja propriamente uma constituição moderna, o Código Pomare de 1819 foi o primeiro código de leis escrito a ser estabelecido naquela região do Pacífico, sendo considerado um documento jurídico de efeito constitucional. Segundo os missionários que auxiliaram o rei na escrita de seu código, “as leis que o rei leu para o povo foram escritas por ele e depois disso ele mesmo escreveu numa caligrafia bonita, legível e excelente uma cópia para a máquina de imprensa”.

O documento deixava claro que o Taiti era oficialmente uma entidade política soberana e cristã, ressaltando o status de Pomare II como rei constitucional de um Estado unificado e em expansão, estabelecendo novos sistemas de tributação e justiça, com penas contra a rebelião e o adultério, por exemplo, além de proteger formalmente a língua e a cultura taitiana. Segundo o preâmbulo do Código:
A quem Deus deu como rei do Taiti e de todas as ilhas vizinhas. A todos os seus fiéis súditos, saudações em nome do Deus verdadeiro. Na bondade que tem para conosco, Ele nos fala sua palavra. Nós a acatamos para nossa salvação. Queremos que as pessoas observem rigorosamente Seus mandamentos. Para que agora sigamos o caminho dos homens de Deus, damos-lhes a conhecer:
De forte inspiração missionária cristã, o preâmbulo era seguido de 19 pontos gerais da nova constituição:
1. Daqueles que matam pessoas;
2. Do roubo;
3. Dos porcos;
4. Dos objetos roubados;
5. Dos objetos perdidos;
6. Das trocas e do comércio;
7. Da não observância do sábado;
8. Dos desordeiros;
9. De duas mulheres para um homem;
10. Da mulher já abandonada;
11. Do adultério;
12. Do abandono do marido e do abandono da esposa;
13. Daquele que não alimenta a esposa;
14. Do casamento;
15. Da mentira;
16. Dos Juízes;
17. Sobre a forma dos julgamentos;
18. Sobre os estabelecimentos de Justiça;
19. Leis em geral.

## Posteridade

Bandeira do Reino do Taiti.

Em 1824, com o Taiti já sob o governo de Pomare III, o Código Pomare passou por uma ampla revisão, prevendo a criação de uma assembleia legislativa taitiana, visando à aprovação e emenda de novas leis para o reino, sendo formada por chefes e proprietários eleitos, além de governadores distritais. O Código passava, assim, a se basear na ideia de tributação em troca de representação, prevendo (ao menos na teoria) um amplo sufrágio aos homens taitianos. Em 1842, o Código seria novamente revisado, após o estabelecimento do protetorado francês nas ilhas. Contudo, o processo de expansão colonial no Taiti foi lento, sendo anexado pela Polinésia Francesa somente na década de 1880. Isso se deu, em grande medida, graças a existência dessa espécie de constituição, que organizou e estruturou o Taiti como um Estado moderno e deu a seus habitantes um senso de cidadania.
Embora não tenha sido aplicado de modo efetivo e integral, alguns autores afirmam que o pioneirismo do Código Pomare de 1819 inspirou a Constituição das Ilhas Pitcairn de 1838 e até mesmo a Constituição Havaiana de 1840, dispositivos legais importantes para a história da região.